# Отравительница (фильм)
«Отравительница» — фильм первого десятилетия существования кино, мелодрама с «чувствительным» сюжетом.

## Сюжет
Жена пытается, по уговору с любовником, отравить больного мужа. Но муж, подслушав их разговор, убивает неверную жену, а сам кончает жизнь самоубийством, выпив приготовленный женою яд.

## Интересные факты
В фильме можно наблюдать, как театр уступает место приемам кинематографа. Камера движется, панорамируя справа налево. Декорация, разделенная перегородкой на две комнаты, «монтируется» с помощью панорамы. Зеркало, играет роль крупного плана и позволяет увидеть лицо актёра, снимаемого со спины.